# خاراغوا دو سول
خاراغوا دو سول هي بلدية في البرازيل، تتبع سانتا كاتارينا، بلغ عدد سكانها 143٬123  نسمة، في 2010، تبلغ مساحتها 532٫590 كيلومتر مربع، رمزها البريدي هو 89200-000.

## الموقع
تشترك في الحدود مع:
- بلوميناو.

## أعلام
- آدو
- فيليبي لويس
- برونو أنطونيو دوس سانتوس
- لويز كارلوس ميدينا